# Li Xiaopeng (gymnastique)
Pour l’article homonyme, voir Li Xiaopeng.
Dans ce nom chinois, le nom de famille, Li, précède le nom personnel.
Li Xiaopeng (chinois simplifié : 李小鹏 ; chinois traditionnel : 李小鵬 ; pinyin : Lǐ Xiǎopéng) est un gymnaste chinois né le 27 juillet 1981 à Changsha (Hunan).
Il règne sur la gymnastique artistique au tournant des années 2000 au travers de deux agrès qu'il domine au début des années 2000 : les barres parallèles et le saut de cheval et remporte à ces agrès plusieurs compétitions mondiales et olympiques.

## Biographie
Il est le beau-fils du gymnaste Li Xiaoping.

## Palmarès
| Année | Compétition            | Lieu            | Engins         | Rang final | Score final | Rang aux qualifications | Score aux qualifications |
| ----- | ---------------------- | --------------- | -------------- | ---------- | ----------- | ----------------------- | ------------------------ |
| 1997  | Championnats du monde  | Lausanne        | Team           | 1          | 226.117     |                         |                          |
| 1997  | Championnats du monde  | Lausanne        | Parallel Bars  | 2          | 9.737       |                         |                          |
| 1997  | Championnats du monde  | Lausanne        | Floor Exercise | 3          | 9.537       |                         |                          |
| 1998  | World Cup/Series Final | Sabae           | Parallel Bars  | 1          | 9.750       |                         |                          |
| 1998  | World Cup/Series Final | Sabae           | Floor Exercise | 1          | 9.425       |                         |                          |
| 1999  | Championnats du monde  | Tianjing        | Team           | 1          | 230.395     | 1                       | 230.546                  |
| 1999  | Championnats du monde  | Tianjing        | Vault          | 1          | 9.668       |                         |                          |
| 1999  | Championnats du monde  | Tianjing        | Parallel Bars  | 6          | 9.137       |                         |                          |
| 2000  | Jeux olympiques        | Sydney          | Team           | 1          | 231.919     |                         |                          |
| 2000  | Jeux olympiques        | Sydney          | Parallel Bars  | 1          | 9.825       | 3                       | 9.762                    |
| 2000  | Jeux olympiques        | Sydney          | Floor Exercise | 5          | 9.737       | 2                       | 9.725                    |
| 2002  | World Cup/Series Final | Stuttgart       | Parallel Bars  | 1          | 9.837       |                         |                          |
| 2002  | Championnats du monde  | Debrecen        | Vault          | 1          | 9.818       | 1                       | 9.718                    |
| 2002  | Championnats du monde  | Debrecen        | Parallel Bars  | 1          | 9.812       | 1                       | 9.587                    |
| 2003  | Championnats du monde  | Anaheim         | Team           | 1          | 171.996     | 3                       | 225.119                  |
| 2003  | Championnats du monde  | Anaheim         | Vault          | 1          | 9.818       |                         |                          |
| 2003  | Championnats du monde  | Anaheim         | Parallel Bars  | 1          | 9.825       |                         |                          |
| 2003  | Championnats du monde  | Anaheim         | Horizontal Bar | 5          | 9.662       |                         |                          |
| 2004  | World Cup/Series Final | Birmingham      | Parallel Bars  | 4          | 9.712       |                         |                          |
| 2004  | Jeux olympiques        | Athens          | Team           | 5          | 171.257     | 4                       | 229.507                  |
| 2004  | Jeux olympiques        | Athens          | All around     |            |             | 84                      | 28.699                   |
| 2004  | Jeux olympiques        | Athens          | Vault          | 7          | 9.368       | 2                       | 9.800                    |
| 2004  | Jeux olympiques        | Athens          | Parallel Bars  | 3          | 9.762       | 2                       | 9.787                    |
| 2004  | Jeux olympiques        | Athens          | Rings          |            |             | 61                      | 9.112                    |
| 2005  | Championnats du monde  | Melbourne       | All around     |            |             | 86                      | 19.137                   |
| 2005  | Championnats du monde  | Melbourne       | Vault          |            |             | 13                      | 9.437                    |
| 2005  | Championnats du monde  | Melbourne       | Parallel Bars  | 2          | 9.675       | 5                       | 9.662                    |
| 2006  | World Cup/Series Final | Sao Paulo       | Parallel Bars  | 1          | 16.450      |                         |                          |
| 2006  | World Cup/Series       | Stuttgart       | Parallel Bars  | 1          | 16.300      | 1                       | 16.350                   |
| 2008  | World Cup/Series       | Tianjin         | Parallel Bars  | 1          | 16.775      |                         |                          |
| 2008  | World Cup/Series       | Tianjin         | Horizontal Bar | 2          | 16.200      |                         |                          |
| 2008  | World Cup/Series       | Cottobus        | Parallel Bars  | 1          | 16.250      | 1                       | 16.500                   |
| 2008  | World Cup/Series       | Cottobus        | Horizontal Bar | 3          | 15.975      | 2                       | 15.925                   |
| 2008  | Beijing                | Jeux olympiques | Team           | 1          | 286.125     | 1                       | 374.675                  |
| 2008  | Beijing                | Jeux olympiques | All around     |            |             | 45                      | 78.500                   |
| 2008  | Beijing                | Jeux olympiques | Parallel Bars  | 1          | 16.450      | 1                       | 16.425                   |
| 2008  | Beijing                | Jeux olympiques | Horizontal Bar |            |             | 10                      | 15.400                   |
| 2008  | Beijing                | Jeux olympiques | Vault          | DNQ        | DNQ         | -                       | 16.775 (One vault only)  |
| 2008  | Beijing                | Jeux olympiques | Floor Exercise |            |             | 28                      | 15.100                   |
| 2008  | Beijing                | Jeux olympiques | Rings          |            |             | 42                      | 14.800                   |